# Силікатна вулиця (Сіверськодонецьк)
Ву́лиця Силіка́тна — вулиця у Сіверськодонецьку довжиною 370 метрів. Починається від вулиці Юності. Закінчується на прохідною колишнього заводу силікатної цегли. Забудована багатоповерховими житловими будинками по парній стороні і промисловою забудовою — по непарній. Названа на честь заводу силікатної цегли.

## Галерея

Будинок управління Сіверськодонецького комбінату будівельних матеріалів та конструкцій
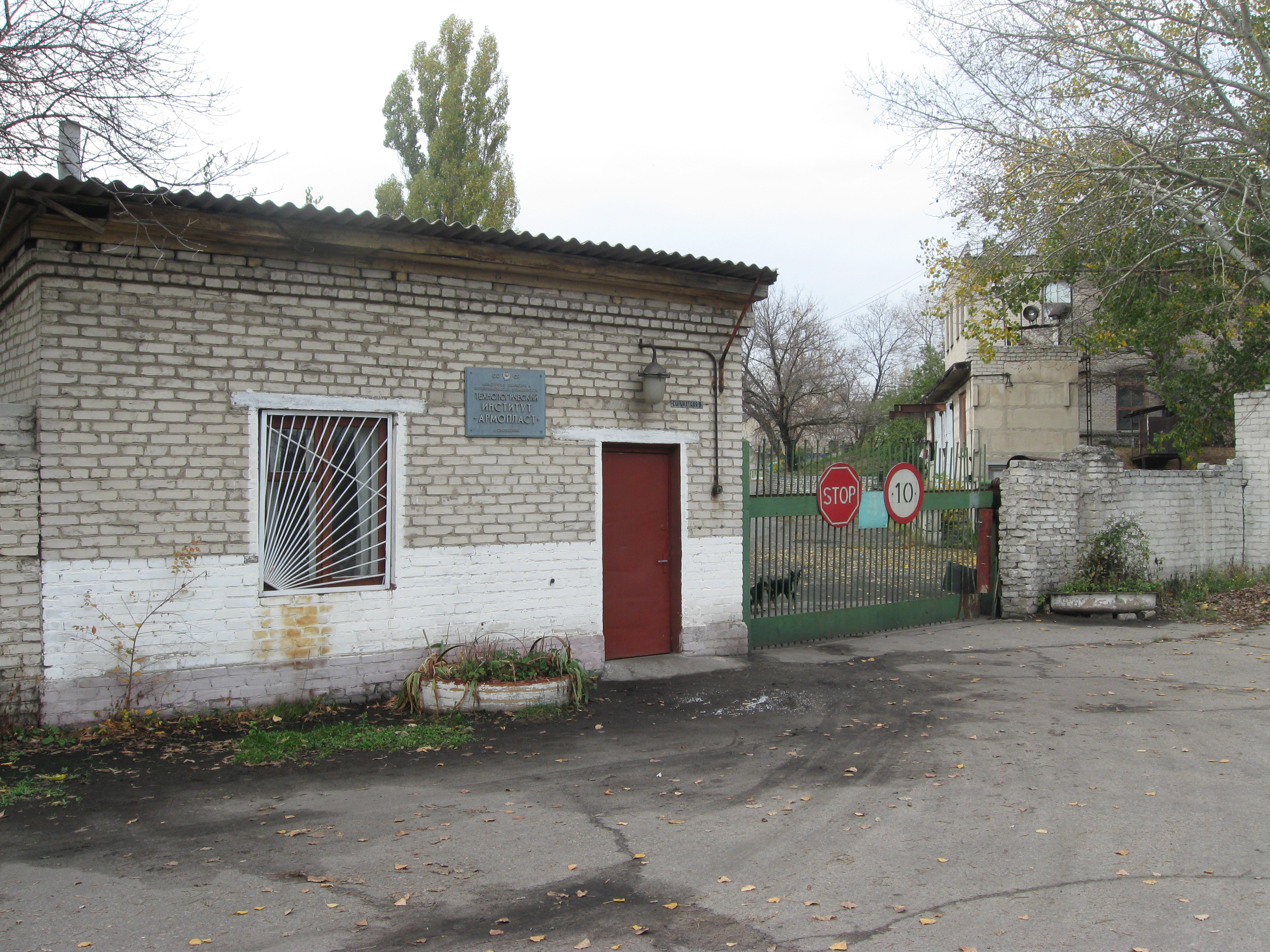
Технологічний інститут Армопласт (Сіверськодонецьк)

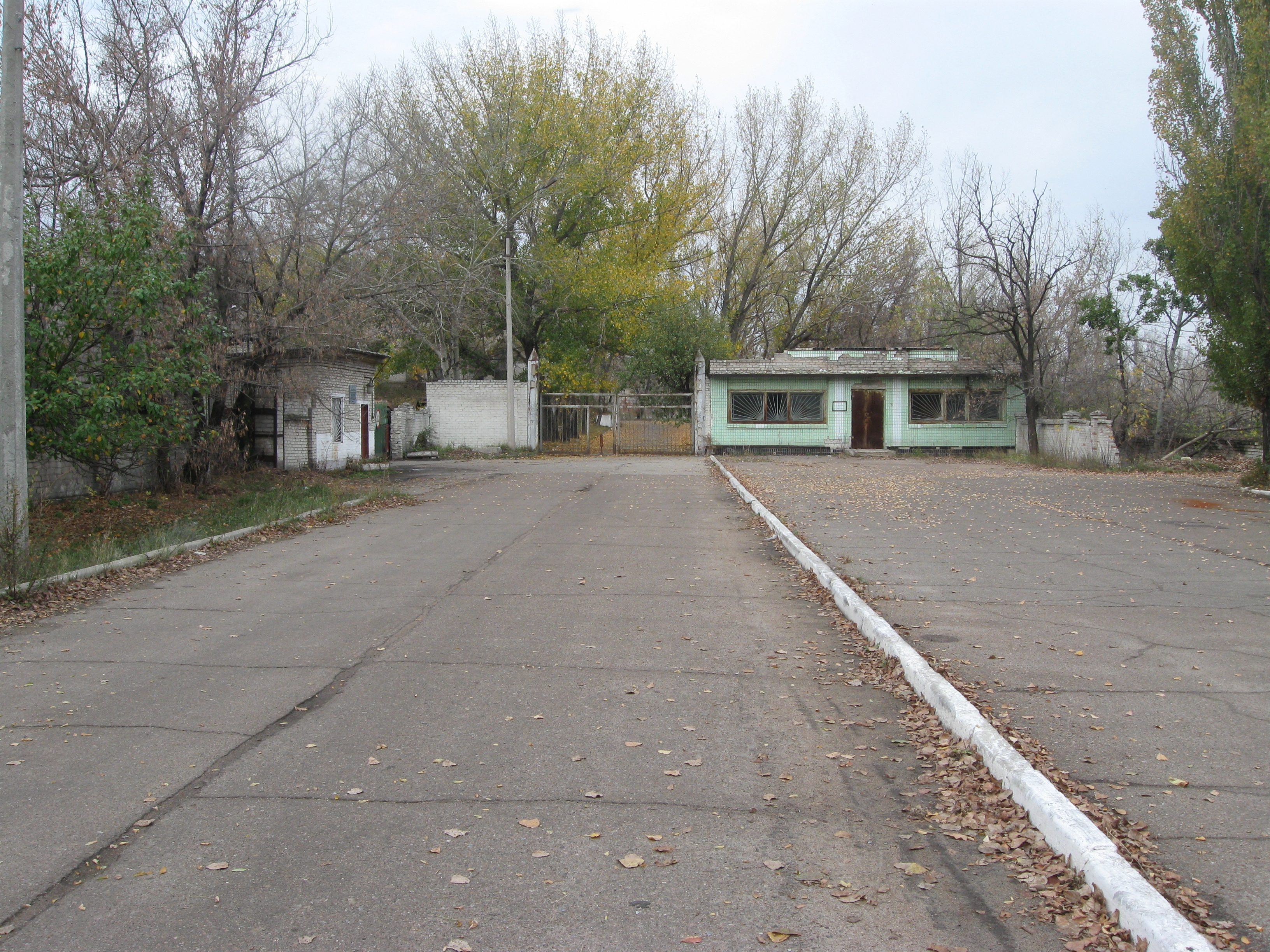
Прохідна заводу селікатної цегли (Сіверськодонецьк)